# Blue Angel (Blue Angel)
Blue Angel è l'unico album in studio del gruppo rock statunitense Blue Angel, pubblicato nel 1980.

## Tracce
Tutte le tracce sono di Cyndi Lauper e John Turi, eccetto dove indicato.
1. Maybe He'll Know
2. I Had a Love
3. Fade
4. Anna Blue
5. Can't Blame Me
6. Late (Lauper, Turi, Lee Brovitz)
7. Cut Out (Fowler, King, Mack)
8. Take a Chance
9. Just the Other Day
10. I'm Gonna Be Strong (Barry Mann, Cynthia Weil)
11. Lorraine
12. Everybody's Got an Angel (Blue Angel, Gross)

## Formazione
- Cyndi Lauper - voce, piano
- John Turi - tastiere, sassofono
- Johnny "Bullet" Morelli - batteria
- Lee Brovitz - basso
- Arthur "Rockin' A" Neilson - chitarra